# Lugosi Béla
Lugosi Béla (eredetileg Blaskó Béla Ferenc Dezső) (Lugos, 1882. október 20. – Los Angeles, 1956. augusztus 16.) magyar színművész. Drakula gróf, a vámpír alakjának megformálása révén vált világhírűvé és a klasszikus horrorfilmek sztárjává. Művészetének elismerése, hogy egyike azon magyaroknak, akik csillagot kaptak a Hollywoodi hírességek sétányán.

## Élete
1882. október 20-án született a ma Temes megyei, akkor Krassó-Szörény vármegye megyeszékhelye- Lugoson, Blaskó István a lugosi népbank igazgatója és ómoraviczai Vojnich Paula  negyedik gyermekeként. Apja 1894-ben bekövetkezett halála után abbahagyta iskolai tanulmányait, elköltözött otthonról és alkalmi munkákat vállalt. Eleinte Temesvárott játszott, de a színészegyesület csak 1907-ben vette fel tagjai sorába, 1909-ben Debrecenben aratott sikert a Tell Vilmos darab címszereplőjeként. 1910-ben a Szegedi Nemzeti Színházhoz szerződött. 1911-től a Magyar Színházban, a Királyi Színházban, a Palota Színházban lépett fel, majd 1912-ben a Nemzeti Színház tagja lett. Számos darabban játszott, még Jézus Krisztus szerepére is felkérték a Mária Magdolna című színpadi műben. 1917. június 25-én Budapesten feleségül vette Szmik Ilonát, egy budapesti jogász lányát. A Star-filmeknél – Olt Arisztid néven – több részben is játszott. Az első világháborúban szolgált az osztrák-magyar hadseregben.
1919-ben a Tanácsköztársaság idején aktív szerepet vállalt a színész-szakszervezetben. Nyílt politikai állásfoglalása miatt emigrációba kényszerült. Felesége csak Bécsig követte, onnan hazajött, mert nem akarta elhagyni idős szüleit (Ilona szüleinek: Szmik Lajosnak és Voight Ilonának kései egyetlen gyermeke volt). A válást már Lugosi távollétében mondták ki. Egyetlen gyermeke ifj. Lugosi Béla George 1938-ban született; anyja Lilian Arch. 

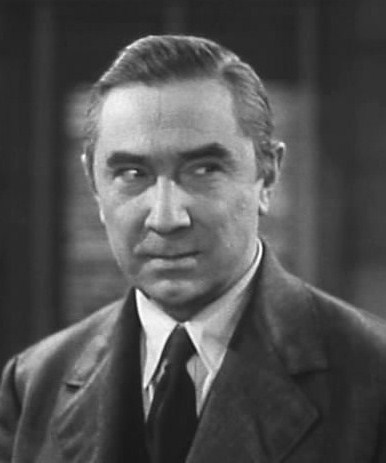
Lugosi Béla (1940)

Előbb Bécsben és Berlinben a filmvásznon kamatoztatta színészi adottságait. Gépészként egy szállítóhajóra szegődött, és így szökött tovább az Egyesült Államokba. 1920. december 4-én érkezett New Orleansba, de úti célja New York volt. 1931-ben megkapta az amerikai állampolgárságot. Az Egyesült Államokban ezután létrehozta a Magyar Nemzetiségi Színházat, ahol magához hasonlóan hazájukból száműzött magyar színészekkel vette körül magát. Első angol nyelvű szereplése a The Red Poppy című darabban volt. 1927-ben felkérték a „Drakula” című Broadway darab címszerepére. A produkció rendkívül sikeres volt több mint 500 előadást ért meg és még két évig turnéztak vele. Ennek köszönhetően kérte fel az Universal filmstúdió Lugosi Bélát a Drakula (1931) című film főszerepére. Ez a film hozta meg számára a sikert, ám egyben skatulyát is jelentett számára, mivel később csak horrorfilmekben szerepelt. Többek között olyan sikerekben, mint az első zombifilmként számon tartott A fehér zombiban, vagy a Frankenstein szellemében (Ghost of Frankenstein). Az 1948-as Bud Abbott Lou Costello Meet Frankenstein című film volt az utolsó A-kategóriás darab, amelyben játszott. Az ötvenes évek során megpróbált kitörni a horrorfilmek világából, és két vígjátékban is szerepelt, ám mindkét film csúfosan megbukott.
A háborús sebesülése okozta fájdalmait orvosai egyre erősebb fájdalomcsillapítókkal igyekeztek enyhíteni, ám pont ezek a szerek vezettek súlyos morfinfüggőségéhez. Élete utolsó három évében a később „minden idők legrosszabb rendezőjének” kikiáltott Edward D. Wood Jr. oldalán még három, azóta kultusszá kövült B-kategóriás alkotásban szerepelt. Ezek a Glen or Glenda, a Bride of the Monster és a 9-es terv a világűrből (1959). 1956. augusztus 16-án hunyt el szívinfarktusban. A Kalifornia állambeli Culver Cityben helyezték örök nyugalomra legendássá vált Drakula-jelmezében.

## Színpadi szerepei Debrecenben
Debreceni Egyetem Egyetemi és Nemzeti Könyvtár „Debreceni Színlapok” állománya alapján:
- 1909 A gyújtogató (írta: Heyersman Herman) szerep: A vizsgálóbiró
- 1909. 1. 6. A peleskei nótárius – ifjúsági előadás – szerep: Othelló
- 1909. 1. 8., 11. előadás Rómeo és Julia (írta: Schakespeare) – szerep: Escalus, fejedelem Veronában
- 1909. 1. 15., 16., 18. előadás A szerencse fia (írta: Drégely Gábor) – szerep: Szontag Márton, tanár
- 1909. 1. 17. előadás Szökött katona (írta: Szigligeti Ede) – szerep: Gróf Monti, olasz
- 1909. 1. 22., 23., 24. előadás Tell Vilmos (írta: Schiller) – szerep: Tell Vilmos
- 1909. 1. 29. előadás Fedora (írta: Victorien Sardau) – szerep: De Siriex
- 1909. 1. 31. előadás Csizmadia, mint kisértet (írta: Szigeti József) – szerep: Alpári, földesúr

## Főbb filmjei
Magyarországon
- Nászdal (1917)
- Leoni Leó (1917)
- A régiséggyűjtő (1917)
- Az ezredes (1917)
- Casanova (1918)
- Lulu (1918)
- Álarcosbál (1918)
- Küzdelem a létért (1918)
- Tavaszi Vihar (1918)
- Lili (1918)
- Az élet királya (1918)
- „99” (1918)

Külföldön

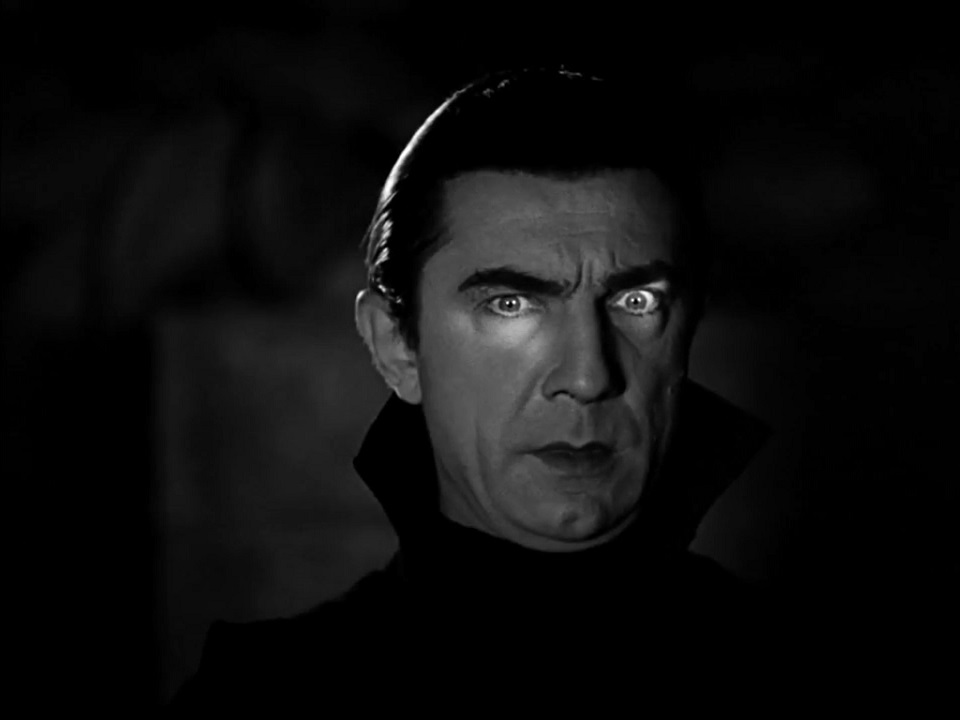
Lugosi Béla a „Drakula” című film főszerepében (1931)

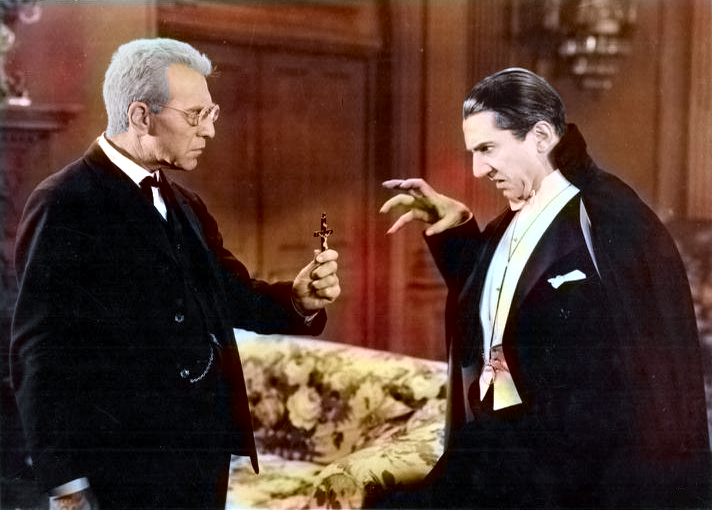
Lugosi Béla a „Drakula” című film főszerepében (1931)

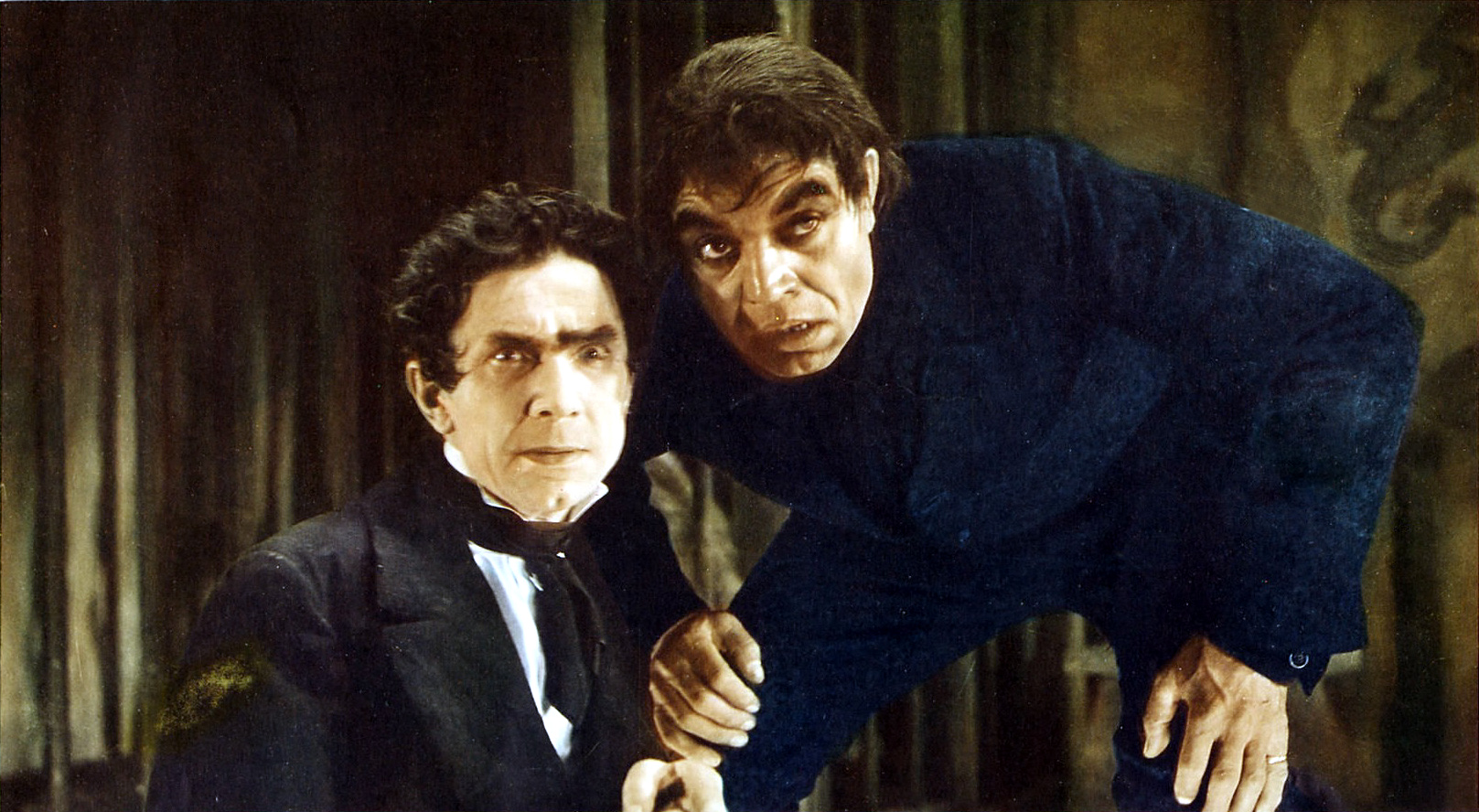
Murders In The Rue Morgue (1932)

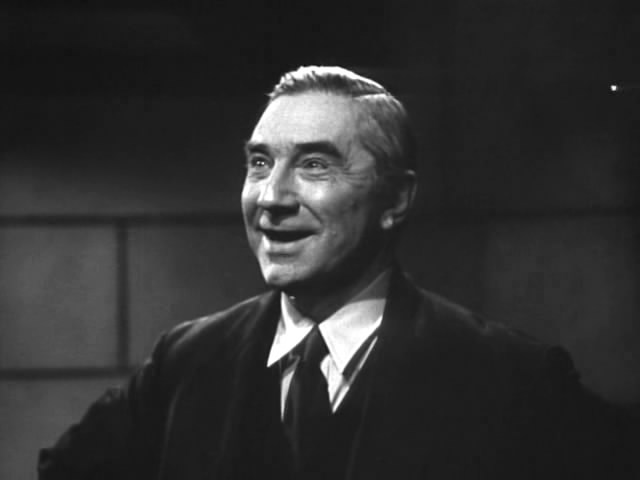
A "The Devil Bat" (Az ördögi denevér) című filmben

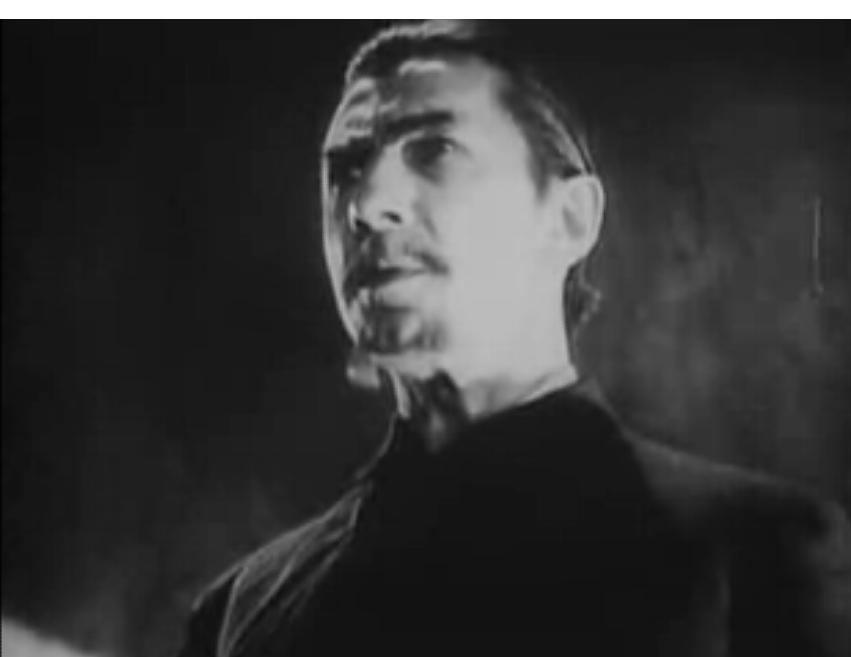
Lugosi Béla a "White Zombie" (Fehér Zombi) című filmben

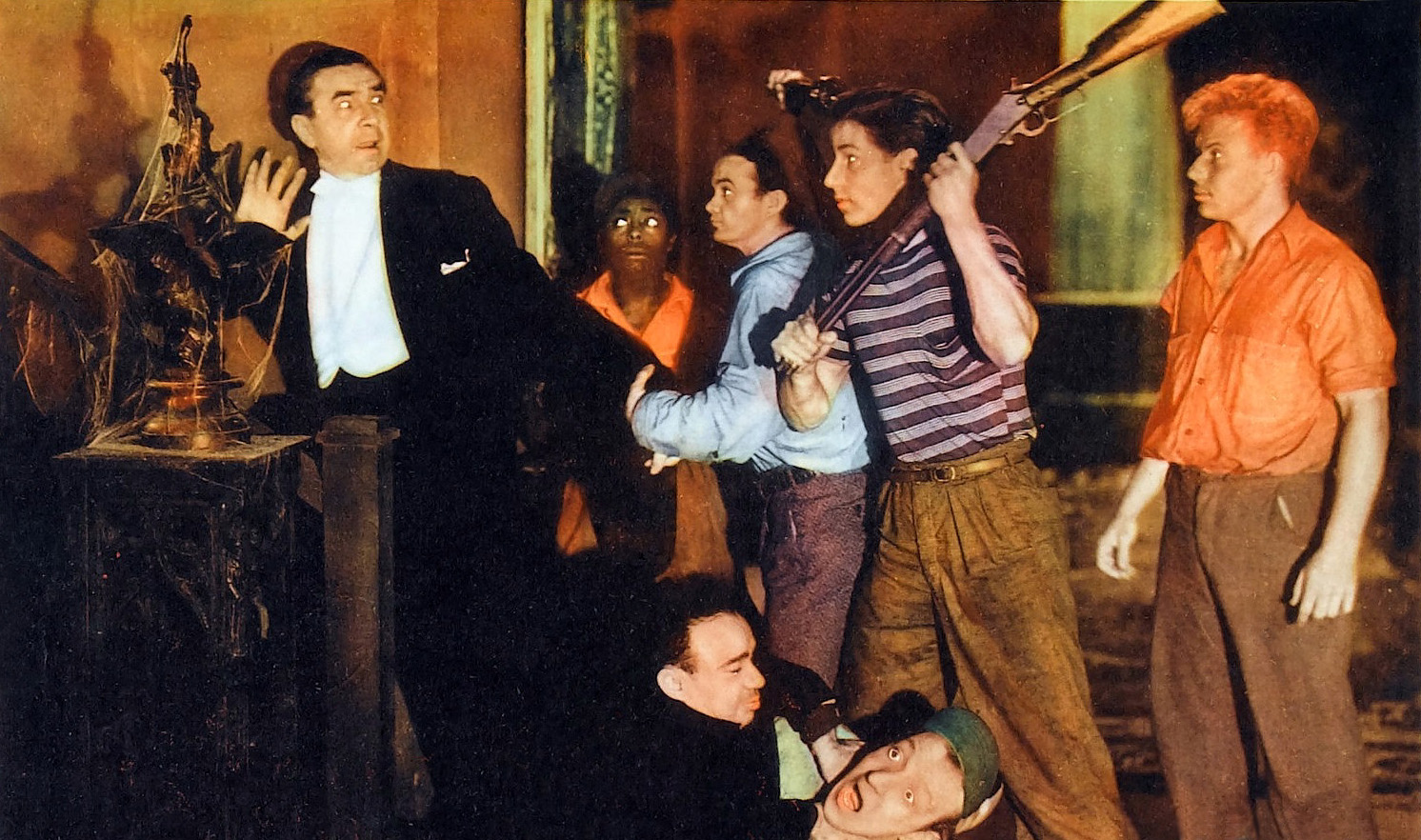
Spooks Run Wild (1941)

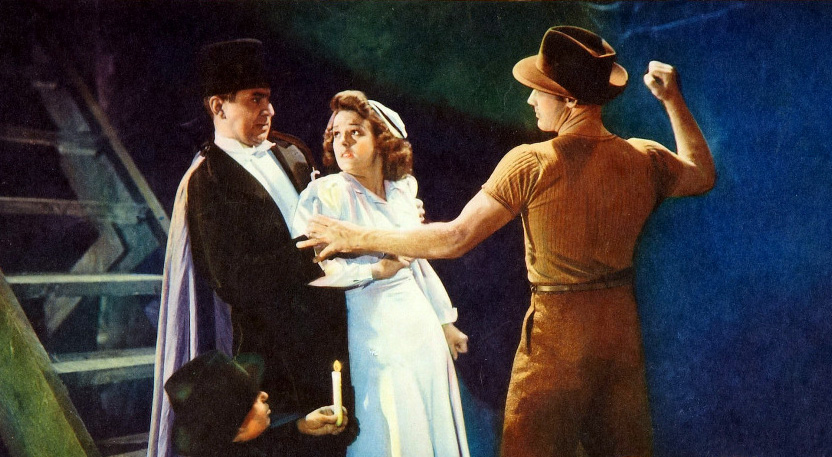
Spooks Run Wild (1941)

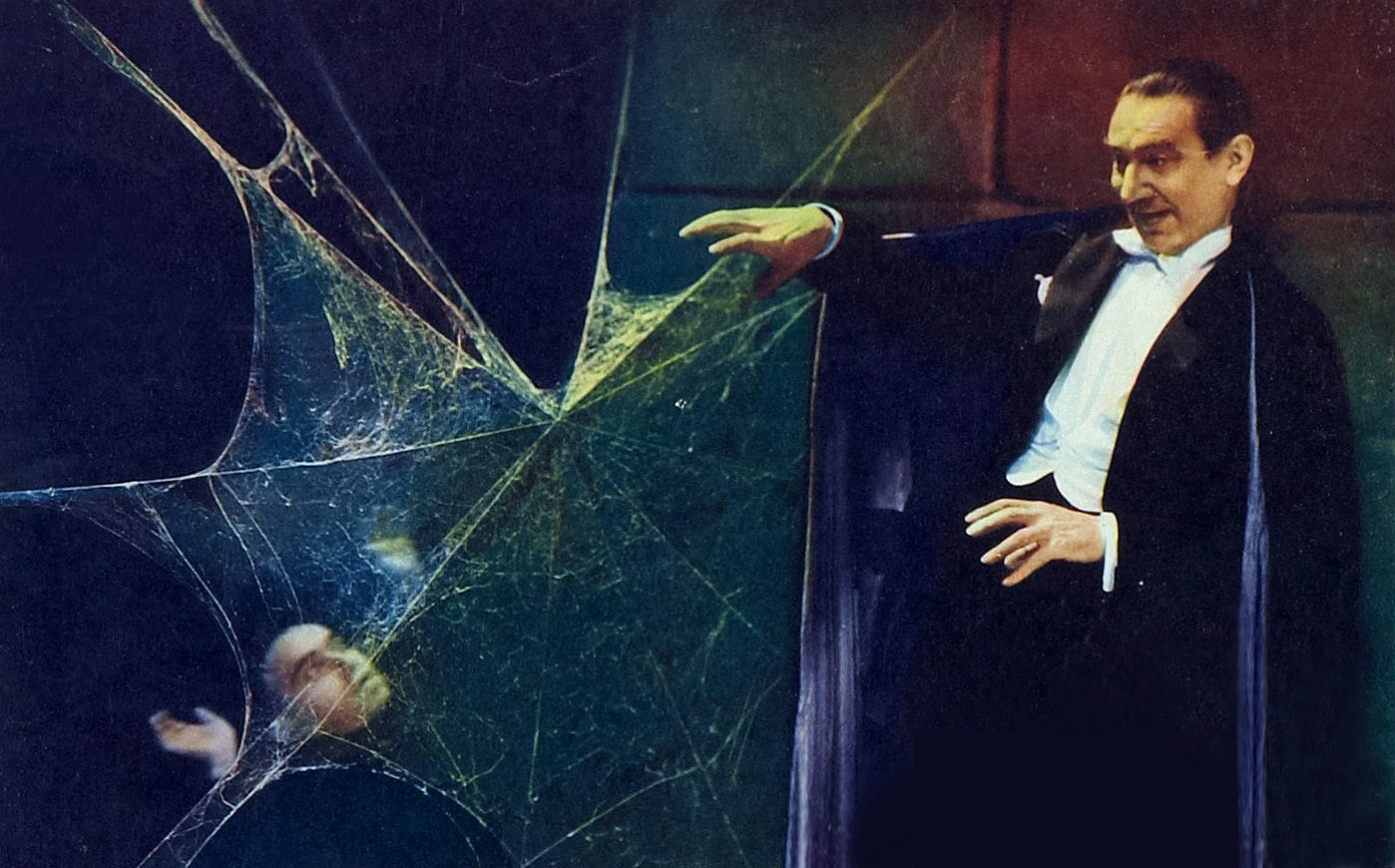
Spooks Run Wild (1941)

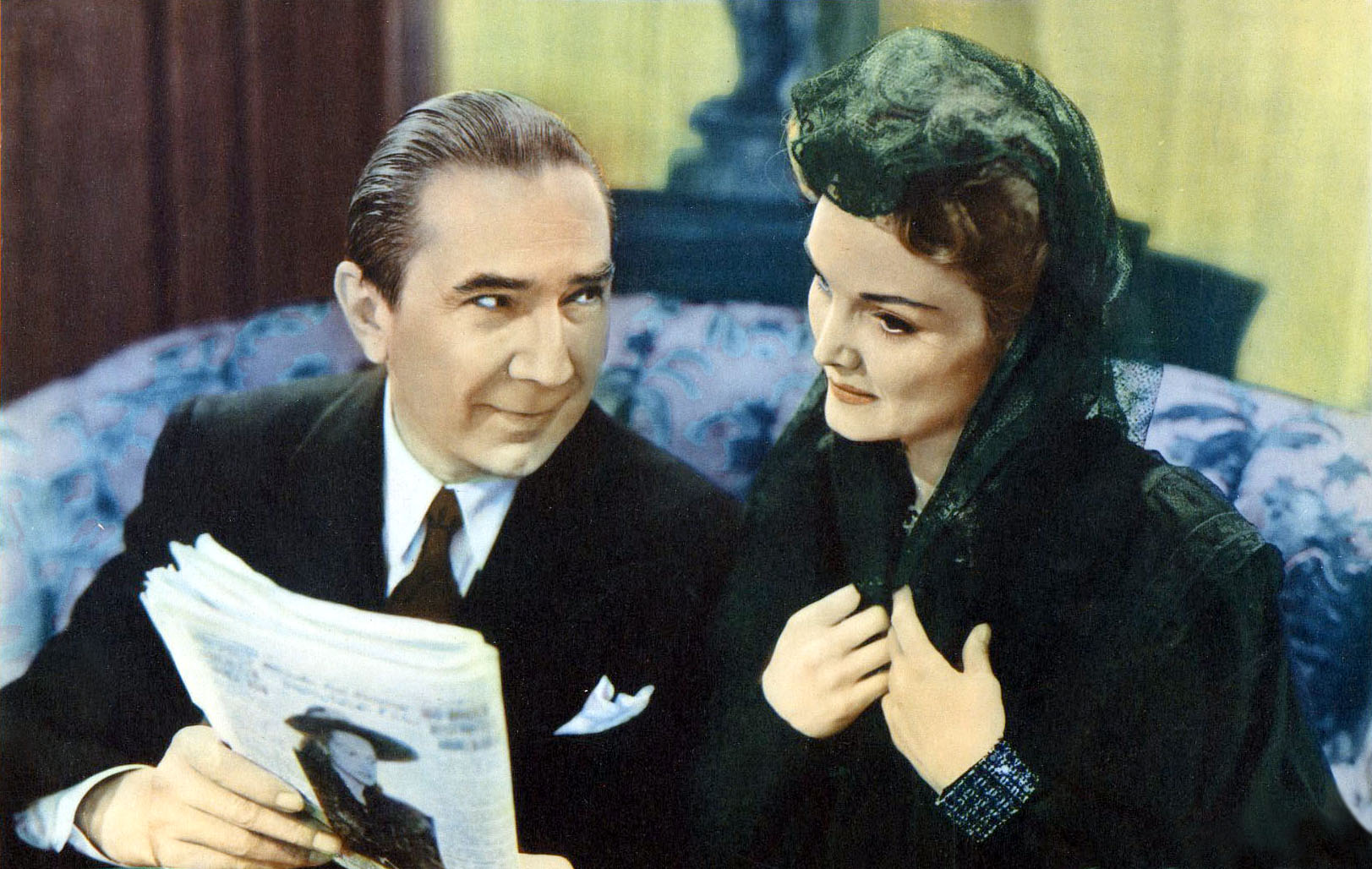
The Corpse Vanishes (1942)

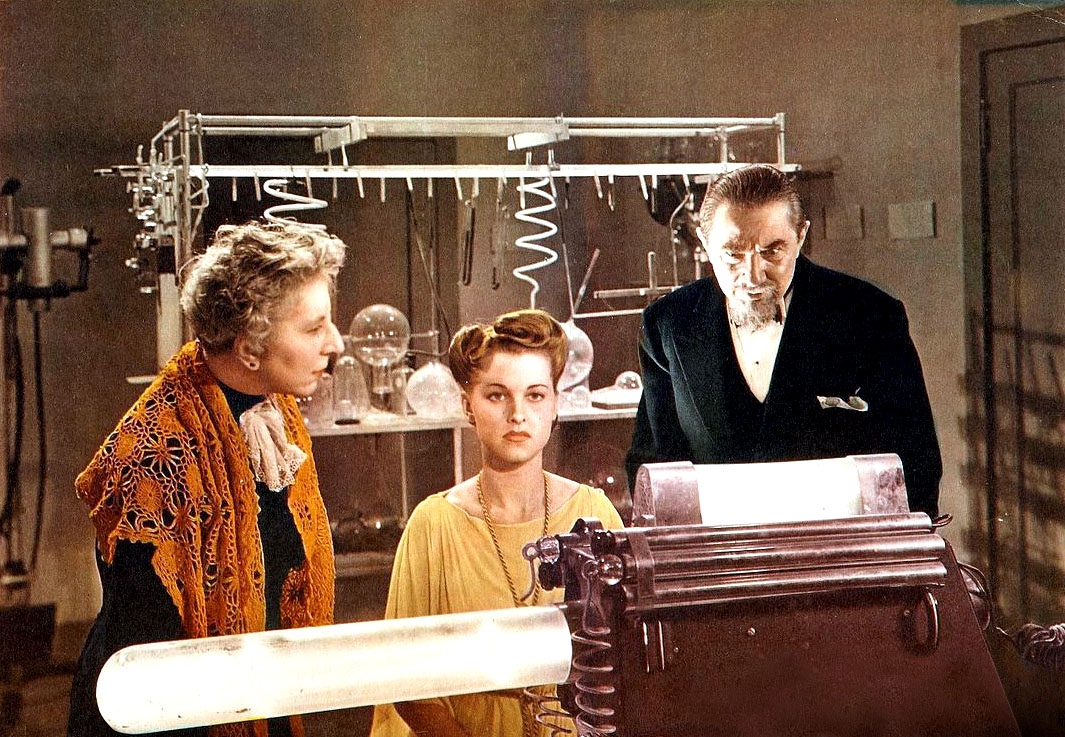
Voodoo Man (1944)

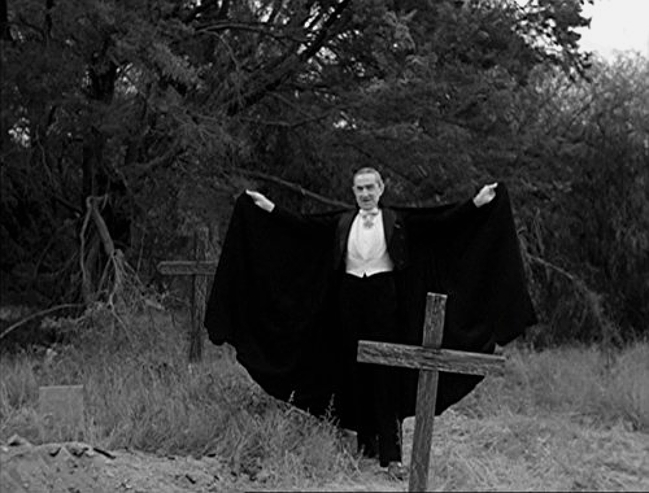
A 9-es terv a világűrből (1959) című filmben

- Die Frau im Delphin, oder 30 Tage auf dem Meeresgrund (1920)
- Der Fluch der Menschheit – 1. Die Tochter der Arbeit (1920)
- Die Teufelsanbeter (1920)
- Hypnose (1920)
- Der Tanz auf dem Vulkan – 1. Sybil Young (1920)
- Der Tanz auf dem Vulkan – 2. Der Tod des Großfürsten (1920)
- Nat Pinkerton im Kampf, 1. Teil – Das Ende des Artisten Bartolini (1920)
- Der Januskopf (1920)
- Lederstrumpf, 1. Teil: Der Wildtöter und Chingachgook (1920)
- Der Fluch der Menschheit – 2. Im Rausche der Milliarden (1920)
- Auf den Trümmern des Paradieses (1920)
- Lederstrumpf, 2. Teil: Der Letzte der Mohikaner (1920)
- Die Todeskarawane (1920) – Scheik
- The Last of the Mohicans (1920)
- Apachenrache, 3. Teil – Die verschwundene Million (1921)
- Ihre Hoheit die Tänzerin (1922)
- The Silent Command (1923)
- The Rejected Woman (1924)
- He Who Gets Slapped (1924)
- The Midnight Girl (1925)
- Daughters Who Pay (1925)
- Punchinello (1926)
- How to Handle Women (1928)
- The Veiled Woman (1929)
- Prisoners (1929)
- The Thirteenth Chair (1929)
- Such Men Are Dangerous (1930)
- Wild Company (1930)
- Renegades (1930)
- Viennese Nights (1930)
- Oh, for a Man (1930)
- Dracula (1931)
- 50 Million Frenchman (1931)
- Women of All Nations (1931)
- The Black Camel (1931)
- Broadminded (1931)
- Murders in the Rue Morgue (1932)
- A fehér zombi (1932)
- Chandu the Magician (1932)
- The Death Kiss (1932)
- Elveszett lelkek szigete (1932)
- The Whispering Shadow (1933)
- Night of Terror (1933)
- International House (1933)
- The Devil's in Love (1933)
- A fekete macska (1934)
- Gift of Gab (1934)
- The Return of Chandu (1934)
- The Mysterious Mr. Wong (1934)
- The Best Man Wins (1935)
- Mark of the Vampire (1935)
- The Mystery of the Marie Celeste (1935)
- A holló (1935)
- Murder by Television (1935)
- A láthatatlan sugár (1936)
- Postal Inspector (1936)
- Shadow of Chinatown (1936)
- S.O.S. Coast Guard (1937)
- The Phantom Creeps (1939)
- Son of Frankenstein (1939)
- The Gorilla (1939)
- Ninocska (1939)
- The Dark Eyes of London (1940)
- The Saint's Double Trouble (1940)
- Black Friday (1940)
- Ördögi denevér (1940)
- You'll Find Out (1940)
- Láthatatlan kísértet (1941)
- The Black Cat (1941)
- Spooks Run Wild (1941)
- A farkasember (1941)
- Black Dragons (1942)
- The Ghost of Frankenstein (1942)
- A hulla eltűnik (1942)
- Night Monster (1942)
- Bowery at Midnight (1942)
- Frankenstein Meets the Wolf Man (1943)
- The Ape Man (1943)
- Ghosts on the Loose (1943)
- The Return of the Vampire (1944)
- Voodoo Man (1944)
- Return of the Ape Man (1944)
- One Body Too Many (1944)
- Zombies on Broadway (1945)
- A hullarabló (1945)
- Genius at Work (1946)
- Scared to Death (1947)
- Bud Abbott Lou Costello Meet Frankenstein (1948)
- Mother Riley Meets the Vampire (1952)
- Bela Lugosi Meets a Brooklyn Gorilla (1952)
- Glen or Glenda (1953)
- Bride of the Monster (1955)
- The Black Sleep (1956)
- 9-es terv a világűrből (1959)

## Emlékezete

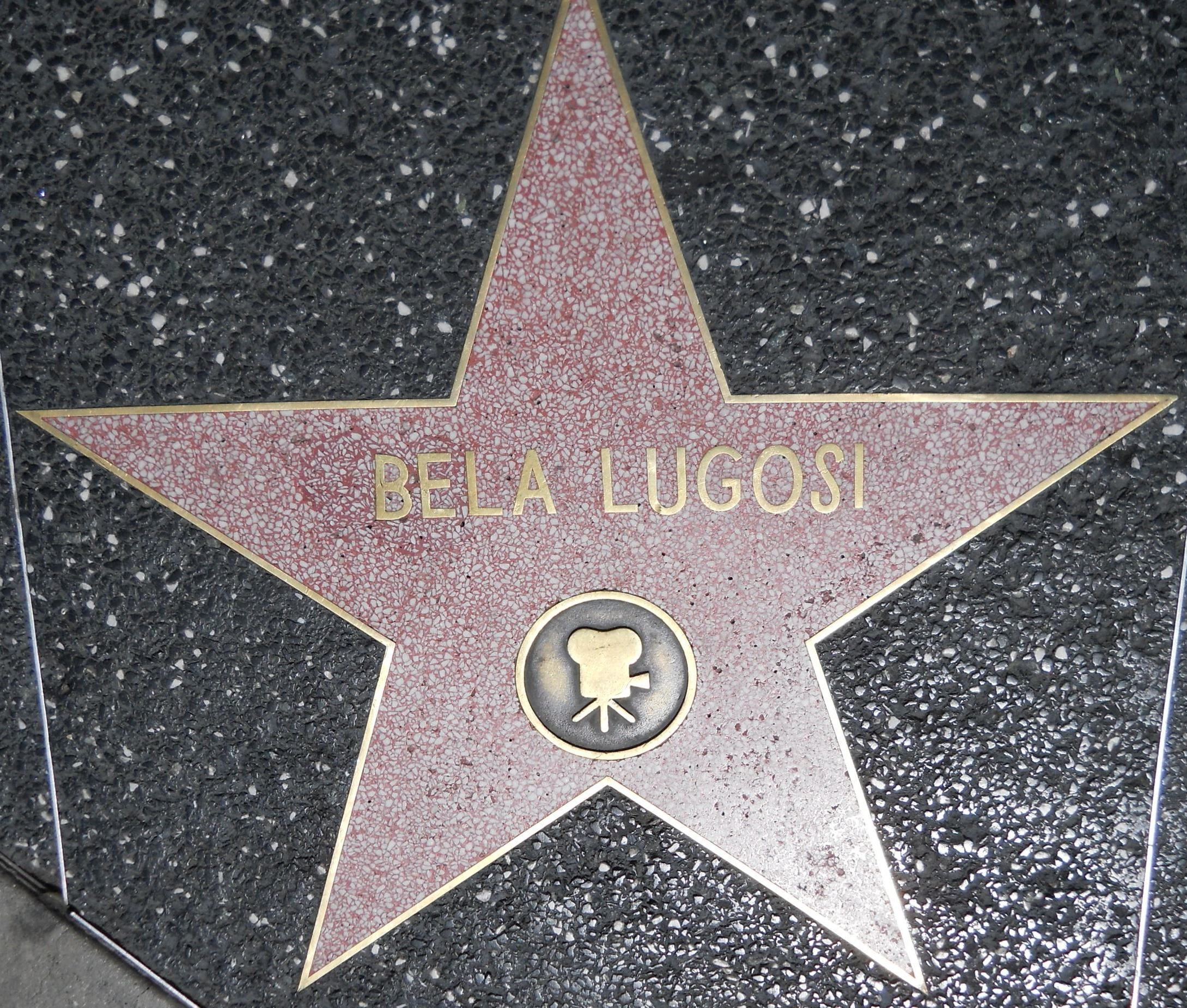
A Hollywoodi hírességek sétányán

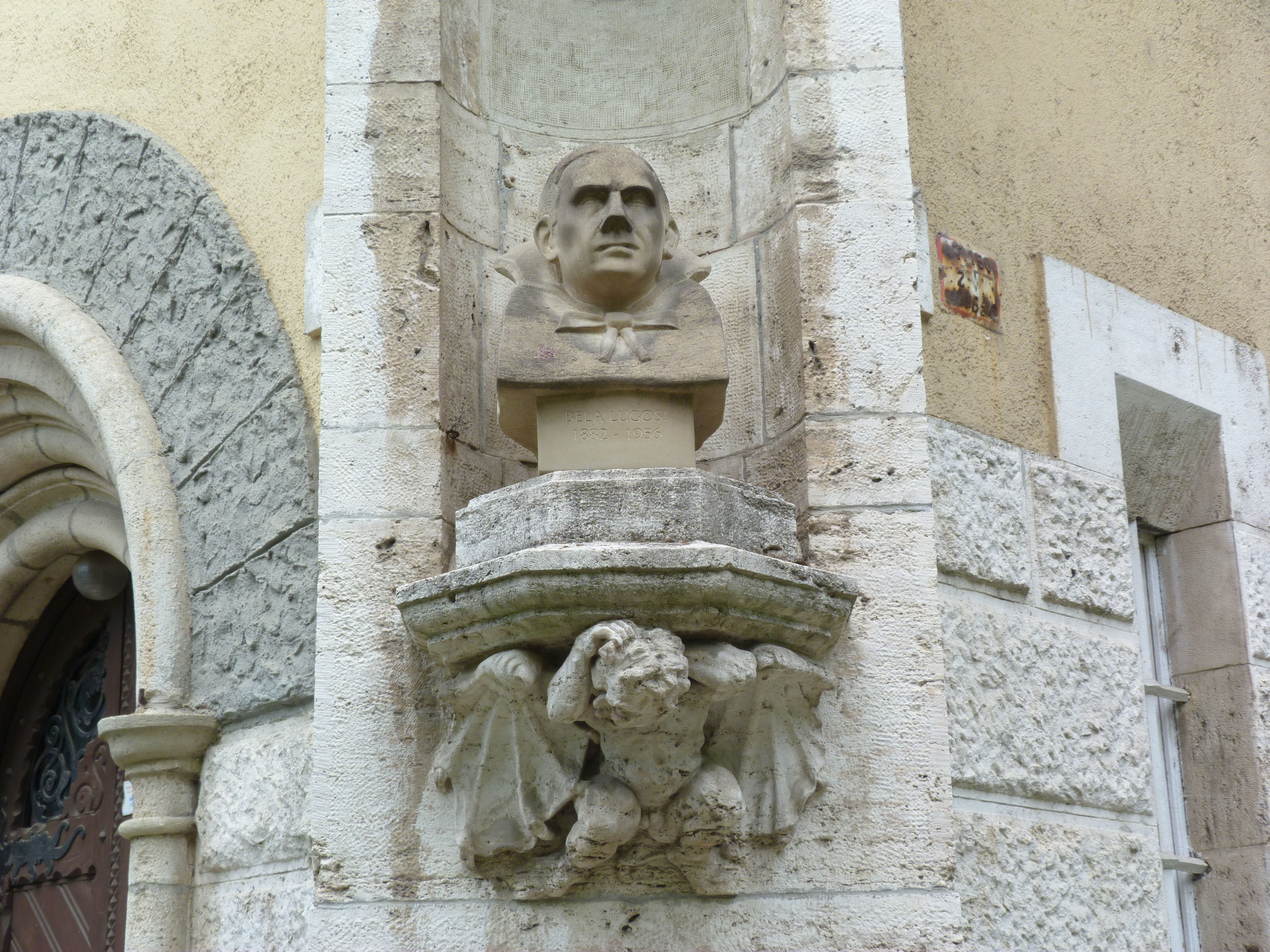
Lugosi Béla szobra a Vajdahunyad várának kőfülkéjében a Városligetben

- Hartmut Zech német zenész, szobrász megalkotta a mellszobrát, ami a művész budapesti barátai 2003 nyarának egyik éjszakáján titokban elhelyeztek a budapesti Városligetben lévő Vajdahunyad várának egyik addig üres szoborfülkéjében.[18][19]
- Az Odaát (eredeti címén Supernatural) c. misztikus sorozatban az egyik női szereplő több álneve közül az egyik Bela Lugosi. Nem Bella, hanem Bela formában, a vezetéknevét pedig "Lugózi"-nak ejtik.
- Edward D. Wood Jr. és Lugosi Béla kapcsolatát örökíti meg az Ed Wood című életrajzi film, amelyben Lugosi Béla szerepét Martin Landau játszotta, akit kitűnő alakításáért Oscar-díjjal jutalmazott a filmszakma.
- Rob Zombie első zenekarát Lugosi Béla White Zombie című filmje után nevezte el.
- A Bauhaus nevű gótikus rock zenekar, egyfajta tiszteletadásként a Bela Lugosi's Dead című dalukban is megörökítették a híres színészt.
- 2007-ben Florin Iepan, temesvári román rendező dokumentumfilmet forgatott róla „Lugosi, a bukott vámpír” (Bela Lugosi, the Fallen Vampire) címmel.
- A Žagar nevű elektronikus zenét játszó magyar együttes Mr. Lugosi című számával állított emléket Lugosinak.[20]
- Müller Péter Lugosi – A vámpír árnyéka címen színdarabot írt róla. A Madách Színház előadásán Darvas Iván játszotta a címszerepet.
- A magyar animációsfilm-rendező, Tóth Roland Bela címen animált néma rövidfilmmel tisztelgett Lugosi emléke előtt.
- UN-DEAD címmel a Szegedi Pinceszínházban felnőtt bábjáték során elevenedett meg Lugosi alakja. Az író-rendező Kiss Ágnes volt.

## Érdekességek
- Az 1931-es Frankenstein filmben neki ajánlották a szörny szerepét, de ő visszautasította, így kaphatta meg a mára már szintén legendává vált Boris Karloff.
- Amikor a Drakula szerepét megkapta erős magyar akcentusa volt, nem beszélt jól angolul. Később sok Drakula-filmben erre az alakításra való utalásként használják a jellegzetes köpenyt, illetve a magyar akcentust.
- A 9-es terv a világűrből című film forgatása közben elhunyt, ezért szerepére a rendező, Edward D. Wood Jr. feleségének a csontkovácsa ugrott be. Mivel a szereplőnek csak a homloka hasonlított Lugosihoz, jeleneteiben mindig köpennyel takarja el az arcát.
- Egy West Hollywood-i bajor stílusú kastélyszerű házáról, amelyet Johnny Depp 1995-ben vásárolt meg, sokáig azt terjesztették, hogy Lugosi háza volt korábban.[21]